# بي. جاي روزنبرغ
بي. جاي روزنبرغ (بالإنجليزية: B. J. Rosenberg)‏ هو لاعب كرة قاعدة أمريكي، ولد في 17 سبتمبر 1985 في نيوبورت نيوز في الولايات المتحدة.

## وصلات خارجية
- بي. جاي روزنبرغ على موقع دوري كرة القاعدة الرئيسي (الإنجليزية)
- بي. جاي روزنبرغ على موقعبيزبول رفرنس.كوم (الدوري الرئيسي) (الإنجليزية)
- بي. جاي روزنبرغ على موقعبيزبول رفرنس.كوم (الدوري الثانوي) (الإنجليزية)